# 爿部
爿部，為漢字索引中的部首之一，康熙字典214個部首中的第九十個（四劃的則為第三十個）。就中文而言，爿部歸於四劃部首。爿部只以左方為部字；而無其他部首可用者也會將部首歸為爿部。

## 部首單字解釋
1.ㄑㄧㄤˊ，①指整塊的木頭劈開後，在左邊的半塊。見說文 · 爿 · 段注。②一種竹做的兵器，即殳。見通志 · 六書略。
2.ㄅㄢˋ，量詞。江蘇方言，用以計算店數。

## 字形

甲骨文

## 名稱
- 漢語：爿部　（拼音：　注音：ㄑㄧㄤˊ ㄅㄨˋ）
- 日語：　
- 朝鲜語：　

## 部首字元及變形
- ⽙：KANGXI RADICAL HALF TREE TRUNK (U+2F59)

- ⺦：CJK RADICAL SIMPLIFIED HALF TREE TRUNK (U+2EA6)

補充：爿本身沒簡化，通常只用在偏旁簡化。

## 字例
| 除部首外之筆劃 | 字例 -{ |
| -------------- | ------- |
| 0              | 爿      |
| 4              | 牀      |
| 5              | 㸛牁    |
| 6              | 牂𤕸    |
| 8              | 㸜      |
| 9              | 牃      |
| 10             | 牄      |
| 11             | 牅      |
| 13             | 牆      |
| 15             | 𤖡 }-   |